# August Suzin

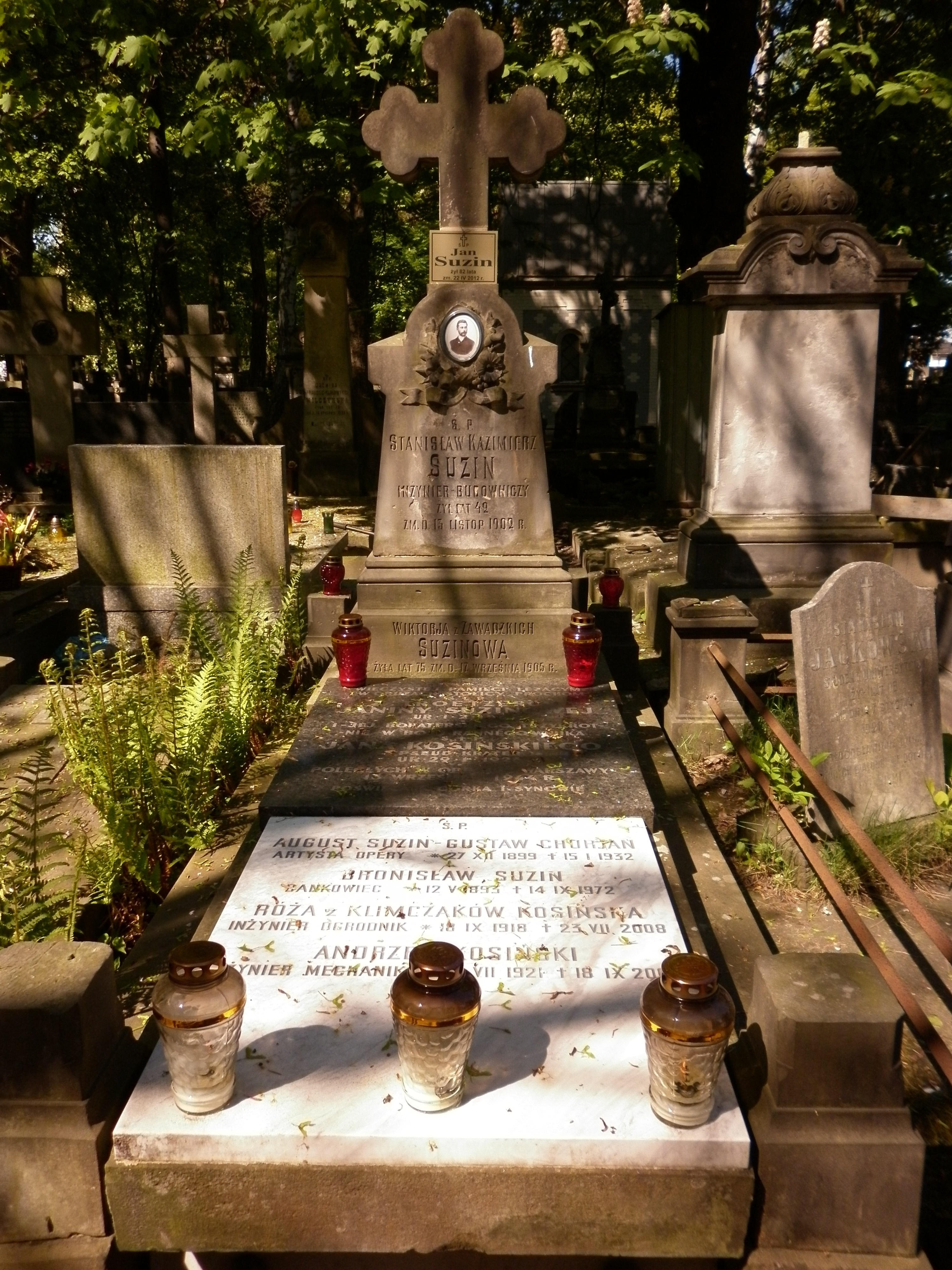
Grób Augusta Suzina na cmentarzu Powązkowskim w Warszawie

August Jan Suzin, pseud. Gustaw Chorian (ur. 27 grudnia 1899 w Warszawie, zm. 19 stycznia 1932 tamże) – polski śpiewak operowy, tenor. Uczestnik wojny polsko-bolszewickiej, odznaczony Krzyżem Walecznych.

## Życiorys
Przyszedł na świat 27 grudnia 1899 roku w Warszawie w rodzinie Stanisława Kazimierza (architekt i śpiewak amator) i Janiny z Troetzerów (pianistka i śpiewaczka). Miał czworo rodzeństwa – trzech braci: Bronisława (męża Walerii z Gnatowskich), Adama Ewarysta i Leona Marka, oraz siostrę Józefę. Gdy w 1902 roku jego ojciec zmarł na budowie, pełnię obowiązków rodzicielskich przejęła matka, pod której opieką August i jego rodzeństwo rozpoczęło edukację muzyczną. Odbywała się ona m.in. w „chórze domowym” zorganizowanym przez Janinę Suzin.
Uczęszczał do Gimnazjum im. Tadeusza Czackiego w Warszawie, gdzie w 1918 roku zdał maturę, później zaś zaczął studia w Państwowej Szkole Budowy Maszyn i Elektrotechniki im. H. Wawelberga i S. Rotwanda. 18 listopada 1918 roku wstąpił ochotniczo do 1. Pułku Legionów. W latach 1919–1920 kształcił się w Szkole Podchorążych Piechoty w Warszawie, a 20 listopada 1920 roku opuścił Oficerską Szkołę Aeronautyczną w Poznaniu ze specjalnością obserwatora-aeronauty. Cztery dni później rozpoczął udział w walkach na froncie południowo-wschodnim, wyróżniając się 3 sierpnia pod Litewnikami i 5 sierpnia pod Lipnem. Wkrótce potem został oddelegowany w rejon Modlina. Uhonorowany 5 grudnia Krzyżem Walecznych, następnie otrzymał awans na podporucznika (ze starszeństwem z 1 stycznia 1921 roku).
Karierę śpiewaka rozpoczął w styczniu 1923 roku, pod pseudonimem „Gustaw Chorian”, rolą główną w „Fauście” Charles’a Gounoda w Teatrze Polskim w Katowicach. W latach 1923–1932 występował w operach i operetkach Warszawy (Teatr Nowości, Opera warszawska, Operetka Reprezentacyjna), Krakowa, Lwowa (Teatr Wielki) i Katowic, jak również wielokrotnie śpiewał na deskach europejskich oper w Austrii, Czechosłowacji, Jugosławii i Republice Weimarskiej. Wśród najważniejszych ról, w jakich prezentował się Gustaw Chorian, można wymienić: San-Chong-Chwanga w operetce „Żółty kaftan” Franza Lehára, tytułowego bohatera w „Lohengrinie” Richarda Wagnera, Mario Cavaradossiego w „Tosce” Giacomo Pucciniego, Canio w „Pajacach” Ruggera Leoncavalla, Jontka w „Halce” Stanisława Moniuszki, Don José w „Carmen” Georges'a Bizeta, Renato w „Balu maskowym” Giuseppe Verdiego. W latach 1930–1931 śpiewał również w Stanach Zjednoczonych. Pod koniec lat 20. brał udział w nagraniach dla wytwórni fonograficznej „Syrena Record”, utrwalając na płycie gramofonowej swoje wykonania arii z „Toski” i „Paganiniego”. Równocześnie, za sprawą wytwórni „Odeon”, ukazały się zaśpiewane przez niego pieśń patriotyczna „Nasi żołnierze” i amerykańska piosenka „Sunny boy”. We wrześniu 1931 roku odbył koncert radiowy, przybliżając słuchaczom arie z operetek Imre Kálmána. Chorian posiadał tenor liryczny z metalicznym brzmieniem.
Członek Związku Artystów Scen Polskich. Był żonaty z Katarzyną Terké, z którą nie miał dzieci.
Zmarł 19 stycznia 1932 roku w Warszawie na skutek powikłań po zabiegu stomatologicznym. Spoczął w grobowcu rodzinnym na cmentarzu Powązkowskim (kwatera 66-1-5).